# Brandlammhorn
Brandlammhorn (alternativt: Brandlammhoren) är ett berg i kommunen Guttannen i kantonen Bern i Schweiz. Det är beläget i Bernalperna, cirka 75 kilometer sydost om huvudstaden Bern. Berget ligger öster om Bächlistock. Toppen på Brandlammhorn är 3 108 meter över havet.